# Fopius myolejae
Fopius myolejae är en stekelart som först beskrevs av Vladimir Ivanovich Tobias 1977.  Fopius myolejae ingår i släktet Fopius och familjen bracksteklar. Inga underarter finns listade i Catalogue of Life.